# Alberto Núñez Feijóo
Alberto Núñez Feijóo (Os Peares, Ourense; 10 de setembre de 1961) és un polític gallec. Va ser President de la Xunta de Galícia entre 2009 i 2022, quan va passar a ocupar un escó al Senat. És el president del Partit Popular des de 2022, any en què va deixar la presidència del Partit Popular de Galícia, que dirigia des de 2006. És llicenciat en Dret per la Universitat de Santiago de Compostel·la i funcionari públic en excedència.

## Biografia
Va néixer el 1961 a Os Peares, on va passar la seva infància fins que va acabar els estudis de batxillerat. El seu pare es diu Saturnino Feijóo i la seva mare Sira. Llavors es va traslladar a la capital de Galícia on va estudiar dret a la Universitat de Santiago de Compostel·la. Des de 1985, ja llicenciat, fins al 1991 va treballar com a funcionari interí al Cos Superior de l'Administració general de la Xunta de Galicia.

### Inici de la carrera política
El juliol de 1991 va començar la seva carrera política institucional, sent nomenat secretari general tècnic de la Conselleria d'Agricultura, Ramaderia i Boscos de la Xunta. Tres mesos més tard va accedir a la Conselleria de Sanitat i Serveis Socials, de la mà de José Manuel Romay Beccaría, titular de la Conselleria, per exercir el càrrec de secretari general. També el va posar al davant de Servei Gallec de Salut (SERGAS).
El 1996 es va traslladar a Madrid per formar part del govern de José María Aznar. Va ser nomenat secretari general d'Assistència Sanitària al Ministeri de Sanitat i Consum, el titular del qual era igualment Romay Beccaría, i aquell mateix any es va convertir en President de l'Instituto Nacional de la Salud (INSALUD). Entre el maig del 2000 i el gener del 2003 va exercir la direcció de l'entitat pública estatal Correos y Telégrafos, etapa en que es va liberalitzar i privatitzar part del sector.
El 2003 va tornar a Galícia per formar part del Govern de la Xunta, fitxat per Manuel Fraga. El 18 de gener va ser nomenat conseller de Política Territorial, Obres Públiques i Habitatge i un any després es va convertir en vicepresident primer.
Després que Manuel Fraga guanyés les eleccions al Parlament de Galícia de 2005, però quedant fora del govern pel pacte entre el PSdeG i el BNG i, en conseqüència, retirant-se del lideratge al PP de Galícia, es va obrir una pugna per la seva successió entre diversos líders regionals. Feijóo (que en aquestes eleccions va obtenir l'acta de diputat autonòmic) amb gran suport A Corunya i Pontevedra; Xosé Manuel Barreiro, amb fort suport a Lugo; Xosé Cuíña Crespo, antic delfí de Fraga, recolzat en un primer moment per José Luis Baltar, president del Partit Popular d'Ourense, que al final va acabar recolzant Feijóo, i Enrique López Veiga, antic conseller del govern gallec. Finalment Feijóo va resultar vencedor, sent elegit en gener de 2006 president del Partit Popular de Galícia. Feijóo és un dels "barons" territorials del PP que més s'ha distingit en el seu suport a l'expresident del partit, Mariano Rajoy. Forma part del Comitè Executiu Nacional del Partit Popular des de 2005.

### President de la Xunta
A les eleccions al Parlament de Galícia de 2009, celebrades l'1 de març, es va presentar com a candidat a la presidència de la Xunta, aconseguint el seu partit la victòria per majoria absoluta (38 escons), fet que va suposar la tornada del PP al govern de la Xunta, després de l'experiència del bipartit gallec (coalició de govern entre PSdeG i BNG) entre 2005 i 2009. Núñez Feijóo va ser nomenat President de la Xunta de Galícia pel Parlament de Galícia el 16 d'abril de 2009, prenent possessió del càrrec dos dies després.
Durant el seu mandat al capdavant de la Xunta de Galícia en aquesta legislatura, va reduir el nombre de conselleries de tretze a vuit, i es va presentar candidat a les eleccions al Parlament de Galícia de 2012, que ell mateix va avançar, en què es va proclamar president el 21 d'octubre del 2012. Va prendre possessió per segona vegada consecutiva com a President de la Xunta de Galícia l'1 de desembre del 2012.
El març del 2013 el diari El País va publicar unes fotografies de l'any 1995 en les quals es veia a Feijóo de vacances juntament amb Marcial Dorado. En el moment en què es van fer públiques les fotografies, Dorado es trobava a la presó per narcotràfic. Malgrat que l'oposició li va exigir la dimissió, i que ell mateix havia demanat la dimissió d'Anxo Quintana (antic vicepresident de la Xunta de Galicia) quan es van publicar unes fotografies a les que apareixia amb un empresari adjudicatari d'una concessió pública; Feijóo no va dimitir.
En matèria sanitària es va dissenyar i va dur a terme l'aplicació del catàleg prioritzat de medicaments, una mesura que va confrontar l'executiu central i l'autonòmic. La implementació del catàleg suposa que, quan hi ha més d'un medicament amb el mateix principi actiu per tractar la malaltia i amb diferent preu, el sistema sanitari finançaria el més econòmic.
El 2016 Núñez Feijóo es va presentar per tercera vegada consecutiva a les eleccions al Parlament gallec. El 25 de setembre de 2016 va revalidar la majoria absoluta del PPdeG, conservant el mateix nombre d'escons que a la legislatura anterior i doblant els resultats obtinguts per la segona llista més votada, la d'En Marea. D'aquesta manera es va convertir en l'únic president autonòmic d'aquell moment a Espanya governant amb majoria absoluta.
El 2018, després de la moció de censura contra Mariano Rajoy i la dimissió d'aquest a la presidència del Partit Popular, se li va oferir presentar-se a les eleccions del partit. Ell va optar per quedar-se al capdavant del govern gallec, malgrat ser un dels favorits per succeir Rajoy, va dir: "Ser president de la Xunta és el que més em pesa en la meva decisió".
El 2020 es va presentar a la reelecció com a president de la Xunta de Galícia. A les eleccions al parlament de Galícia del 2020 va obtenir la seva quarta majoria absoluta amb 42 escons i 625.000 vots, el 47,98% dels vots. Va treure 24 punts respecte a la segona força política, el Bloc Nacionalista Gallec (BNG). Va fer història en aconseguir el mateix nombre de majories absolutes que Manuel Fraga.

### President del PP
El 2022, després de la crisi interna del Partit Popular, que va posar en dubte el lideratge de Pablo Casado i el va portar a no presentar-se al Congrés Extraordinari del partit, Feijóo va anunciar la seva candidatura a presidir la formació, i en cas de ser elegit, seria per conseqüència candidat del PP a la Presidència del Govern d'Espanya. L'1 d'abril de 2022 va dimitir com a president del PP de Galícia i l'endemà, el 2 d'abril del 2022, va ser proclamat President del Partit Popular al XX Congrés Nacional Extraordinari que va tenir lloc a la ciutat de Sevilla.
Alberto Núñez Feijóo dirigeix el partit de cara a les eleccions autonòmiques i municipals del 28 de maig de 2023, en les què el PP tenyeix de blau el mapa polític i absorbint el vot de Ciutadans aconsegueix ser el partit més votat de l'Estat, i pactant amb Vox revalida els governs autonòmics de l'Aragó, Múrcia i Castella i Lleó i aconsegueix la majoria dels que estaven governats pel PSOE com el País Valencià, les Illes Balears, Extremadura i La Rioja.
Després de la victòria del Partit Popular a les eleccions generals espanyoles de 2023, en què el partit va aconseguir 137 escons, 48 més que en 2019, Felip VI d'Espanya va encarregar-li intentar la investidura però no va ser capaç d'aconseguir els suports suficients a la segona votació de la seva investidura, amb 172 vots a favor del Partit Popular, Vox, Coalició Canària i Unió del Poble Navarrès i 177 en contra, i finalment fou escollit Pedro Sánchez.
L'11 de juliol de 2024 Vox va trencar els pactes de govern amb el PP d'Aragó, el País Valencià, Múrcia, Extremadura i Castella i Lleó pel suport popular al repartiment a altres comunitats autònomes de menors migrants no acompanyats arribats a Canàries.

## Vida privada
Feijóo va tenir una relació amb la periodista Carmen Gámir entre 2000 i 2012. Des de 2013 manté una relació amb la directora de Zara Home, Eva Cárdenas, amb qui va tenir el seu únic fill, Alberto, el febrer de 2017. Feijóo és un conegut admirador de la cuina gallega, i seguidor del club Deportivo de La Coruña. És aficionat a les motos i als rellotges.

## Premis i reconeixements
- Gran Creu de l'Orde d'Isabel la Catòlica, 2002[24]
- Gran Creu de l'Orde de l'Infant Don Enrique, 2015[25]
- Orde del Sol Naixent, 3a Classe,[26]